# Walk Right Now
Walk Right Now è un singolo del gruppo musicale statunitense The Jacksons pubblicato il 27 gennaio 1981 come quarto e ultimo singolo dell'album Triumph.

## Descrizione
Walk Right Now è stata scritta da Michael, Randy e Jackie Jackson.

## Tracce
1. Walk Right Now – 6:29 (Michael Jackson/Jackie Jackson/Randy Jackson)
2. Your Ways – 4:31 (Jackie Jackson)

## Formazione
- Michael Jackson - voce principale, cori, arrangiamenti
- Jackie Jackson - cori
- Tito Jackson - cori, chitarra
- Randy Jackson - cori
- Marlon Jackson - cori

### Ospiti
- Greg Phillinganes - tastiere, sintetizzatore
- Webster Lewis - sintetizzatore
- Michael Boddicker - sintetizzatore
- Gary Herbig - flauto
- Paulinho da Costa - percussioni
- Jerry Hey - fiati
- Kim Hutchcroft - fiati
- Bill Reichenbach - fiati
- Larry Hall - fiati
- David Williams - chitarra
- Ollie Brown - batteria
- Gary Coleman - vibrafono
- Nathan Watts - basso